# Mise Éire
Mise Éire ([ˈMʲɪʃə ˈeːɾʲə], en irlandais, «Je [suis] l'Irlande») est un poème écrit 1912 en langue irlandaise du poète irlandais et chef révolutionnaire républicain Patrick Pearse .

## Pertinence politique
Dans le poème, Pearse personnifie l'Irlande comme une vieille femme dont la gloire est passée et qui a été vendue par ses enfants.

### Utilisation ultérieure
Décrit à la fois comme un texte littéraire et historique, il était régulièrement utilisé par les prisonniers républicains de Long Kesh comme moyen d'apprendre et d'enseigner l'irlandais.

## Usage culturel
En 2016, le poème a été mis en musique par Patrick Cassidy et interprété par Sibéal Ní Chasaide et le RTÉ Concert Orchestra pour la série documentaire 1916: An Irish Rebellion, organisée par le Keough-Naughton Institute for Irish Etudes à l'Université de Notre Dame,.

## Le texte
Mise Éire: Sine mé ná an Chailleach Bhéarra.
Mise Éire: Uaigní mé ná an Chailleach Bhéarra. 
Mór mo ghlóir: Mé a rug Cú Chulainn cróga. 
Mór mo náir: Mo chlann féin a dhíol a máthair. 
Mór mo bhrón: D'éag an dream inar chuireas dóchas. 
Mise Éire: Sine mé ná an Chailleach Bhéarra. 
Mise Éire: Uaigní mé ná an Chailleach Bhéarra